# Oluwaseun Adewumi
Oluwaseun Victor Adewumi (Wenen, 23 februari 2005) is een Oostenrijks voetballer die bij voorkeur als offensieve middenvelder speelt. Hij wordt door  Burnley verhuurd aan Cercle Brugge.

## Clubcarrière
Adewumi scoorde viermaal in 51 competitiewedstrijden voor Floridsdorfer AC in vier seizoenen. Op 30 augustus 2024 tekende hij een vierjarig contract bij Burnley en werd hij dezelfde dag nog uitgeleend aan het Schotse Dundee. Op 15 augustus 2025 maakte  Cercle Brugge bekend dat Adewumi voor één seizoen gehuurd wordt van Burnley. Twee dagen later scoorde hij bij zijn debuut tegen KVC Westerlo.